# Айзсарги

А́йзсарги (латыш. Aizsargi — «защитники») — военизированное формирование в Латвии в 1919—1940 гг., созданное по образцу финской полувоенной организации Шюцкор.
Создано 20 марта 1919 года по указу Временного правительства Латвии и министра внутренних дел Микелиса Валтерса как организация самообороны в сельской местности. Выполняла функции вспомогательных сил полиции (выражалась в содействии полиции при проведении обысков и арестов, патрулировании дорог, борьбе с бандитизмом, мародёрами после гражданской войны) и армии (в военное время) — то есть выполняла функцию Национальной гвардии. Айзсарги, которые жили в пограничной полосе, несли вспомогательную пограничную службу. В организацию могли вступить граждане мужского пола от 20 (после службы в армии) до 60 лет любой национальности.
В 1921 году, в связи с окончанием военных действий и наступлением мирной обстановки, распоряжением министерства внутренних дел организация была преобразована в общественную (уже не на обязательных, но добровольных началах), высшим органом управления было выборное Правление (Aizsargu valde). Правление избирали на конгрессе (Latvijas aizsargu kongress). Устав от 26 августа 1923 года определил, что по методам действия организация подчиняется министерству внутренних дел, а в случае войны как ополчение — военному министерству. Отдельного закона по юридическому статусу организации не было до 1936 года. Действия айзсаргов определили инструкции министерства внутренних дел. Юридический статус организации определяли:
- Закон об организации айзсаргов (1936)
- Статут министерства общественных дел, 3 пункт 1 части о статусе организации айзсаргов (1937)
- Инструкция министра юстиции министру общественных дел о статусе организации айзсаргов (1937)
- Правила о структуре организации айзсаргов, об обязанностях, правах и обучении айзсаргов (1938)

Организация айзсаргов была распущена после ввода советских войск в Латвию, 20 июля 1940 года.
В годы немецкой оккупации Латвии деятельность организации айзсаргов, равно как и ношение её униформы, также была запрещена.

## Состав, вооружение, функционирование

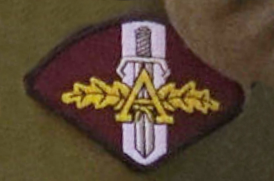
Нарукавная эмблема Айзсарги

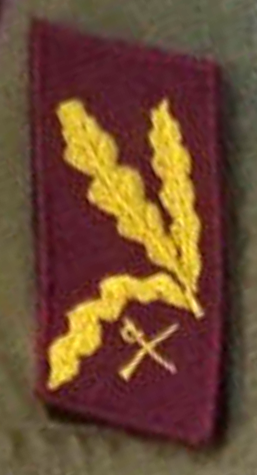
Петлица Айзсарги

Организационная структура строилась по территориальному принципу. В 1922 году реорганизация айзсаргов была закончена. Для айзсаргов устанавливалась специальная форма. Местные отделения формируют подразделения, которые сводятся в батальоны и полки (в каждом уезде имелся полк айзсаргов — скорее административная, чем военная единица). Каждый полк имел своё знамя. Командирами полков чаще всего являлись начальники уездной полиции (заместителями командиров полков были офицеры армии). Другие командиры часто были в штате полиции. С 1925 года действовал центральный штаб, в котором начальник айзсаргов, начальник штаба и руководитель отдела подготовки были кадровыми офицерами — в целом к айзсаргам прикомандировали 150 офицеров для военно-оперативного руководства. Всего с 1929 года в Латвии было 19 полков, и 2 специальных полка (железнодорожный и авиационный) — 190 рот, 31 эскадрон и 60 батальонов. При пехотных полках существовало по кавалерийскому эскадрону и роте велосипедистов, команды связи, оркестры. Средняя численность полка около 1100—1200 человек, но состав полков не одинаков, например, в 5-м Рижском полку было 20 рот, 3 кавалерийских эскадрона и батальон связи.
- 1-й Талсинский полк (1. Talsu pulks)
- 2-й Вентспилсcкий полк (2. Ventspils pulks)[2]
- 3-й Лудзенский полк (3. Ludzas pulks)
- 4-й Екабпилсcкий полк (4. Jēkabpils pulks)
- 5-й Рижский полк (5. Rīgas pulks)[3]
- 6-й Айзпутский полк (6. Aizputes pulks)
- 7-й Валкский полк (7. Valkas pulks)
- 8-й Валмиерский полк (8. Valmieras pulks)
- 9-й Мадонский полк (9. Madonas pulks)
- 10-й Цесисcкий полк (10. Cēsu pulks)
- 11-й Тукумский полк (11. Tukuma pulks)
- 13-й Бауский полк (13. Bauskas pulks)
- 14-й Кулдигский полк (14. Kuldīgas pilks)
- 15-й Лиепайский полк (15. Liepājas pulks)
- 16-й Елгавский полк (16. Jelgavas pulks)
- 17-й Резекненский полк (17.Rēzeknes pulks)
- 18-й Даугавпилсский полк (18. Daugavpils pulks)[4]
- 19-й Абренский полк (19. Abrenes pulks)
- Железнодорожный полк айзсаргов (Dzelzceļu aizsargu pulks)
- Aвиационный полк айзсаргов (Aizsargu aviācijas pulks)

Под руководством армейского командования и на основе уставов, наставлений и руководств, применяющихся в армии, проводилось регулярное обучение членов организации военному делу, большое внимание уделялось стрелковой подготовке. Ежемесячно один из воскресных дней отводился для боевых стрельб (в 1930 году около 70 % айзсаргов прошло лагерные сборы продолжительностью в 2—4 дня). Ежегодно при участии армейских офицеров проводились манёвры в составе 1—3 полков айзсаргов. Иногда полки айзсаргов участвовали в манёврах совместно с частями армии (продолжительность манёвров 2—3 дня). Подготовка командного состава айзсаргов была организована главным образом при военных частях. Ежегодно в г. Риге организовались 2-недельные курсы для командиров рот, взводов и отделений. На тактические занятия и военные игры отводилось 4—6 дней.
Частично (1/3) организация финансировалась из госбюджета. Остальные средства организации складывались из добровольных пожертвований и сборов.
Общая численность на 1932 год составляла около 26 000 человек, кроме того, было свыше 5000 членов женской организации «защитников». На 1 января 1940 года в организации было 31 874 мужчины, 14 810 женщин и 14 000 яунсаргов — членов молодёжного отделения. Процентно: 48 % госслужащие, 25 % крестьяне, 27 % рабочие.

### Айзсардзес
С 1923 при волостных отделениях организации стали создаваться кружки женщин-айзсаргов (Aizsardzes). Их ролью было хозяйственное, культурное и санитарное обслуживание членов организации. В основном это были жёны и дочери. К началу 1929 года насчитывалось 316 кружков с 5220 участницами.

### Яунсарги
По образцу скаутов была создана суборганизация «Яунсарги» (Jaunsargi — младоайзсарги) для юношей в возрасте 16—21 лет.

### Вооружение

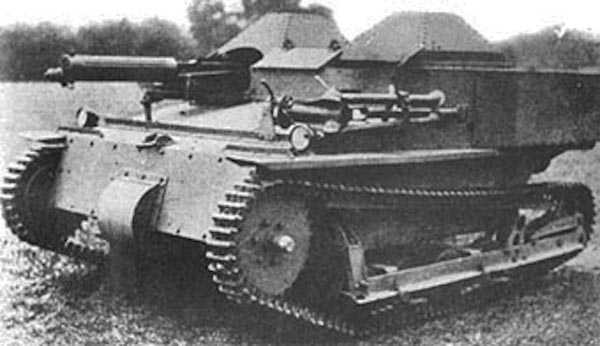
танкетка Carden-Loyd Mk.IV

Каждый член организации имел личное оружие — английскую винтовку (Ross-Enfield M.14), браунинг и 50 боевых патронов. Были и станковые и ручные пулемёты.
1 танкетка (в 1930 году 16-й Елгавский полк купил танкетку «Carden Loyd Mark VI»).
В 1929 году по инициативе старшего лейтенанта в отставке Алфредса Валлейки создан полк авиации (реально начал действовать 17 апреля 1931 года). В полку имелся 31 самолёт, из них 4 — латвийского производства VEF I-12). Базировались на окраине Риги, в Спилве. В 1932 году создана эскадрилья морской авиации.

## История

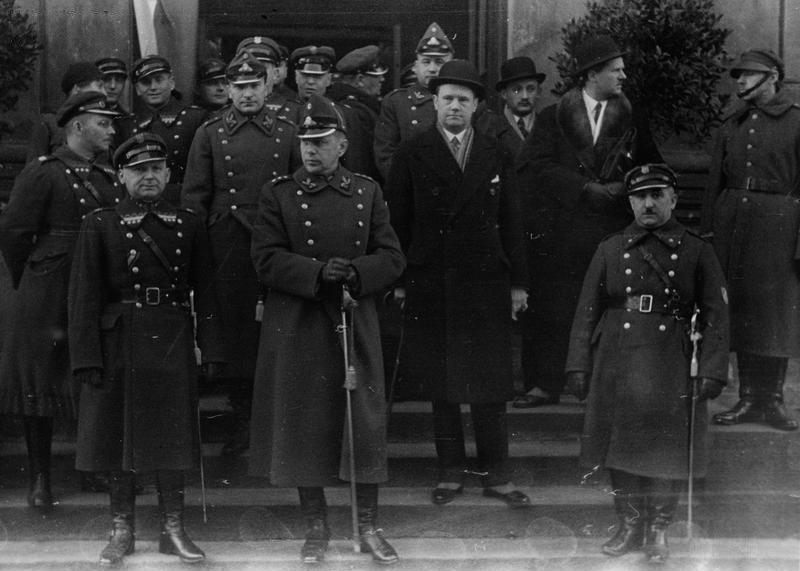
Делегация организации Айзсарги в Варшаве (1933)
Слева направо Владислав Русин, Карлис Праулс, Альфред Берзиньш.

В первоначальный период организации, занесённые в списки айзсаргов, лица мужского пола от 18 до 60 лет выполняли административно-полицейские функции в обязательном порядке как государственную повинность. В 1921 году в связи с окончанием военных действий и наступлением мирной обстановки распоряжением министерства внутренних дел была проведена реорганизация отделений айзсаргов на добровольных началах, при одновременной отмене выборности начальствующего состава.
Как самая массовая общественная организация на селе она играла большую роль в культурной жизни на местах: спортивные соревнования, сельские клубы (концерты, театр, танцы и т. д.), библиотеки. С 1923 организация издавала в Риге свой журнал «Aizsargs».
Первое десятилетие организация была аполитична и придерживалась в своей деятельности прямых обязательств. С начала 1930-х годов ситуация изменилась, и в среде айзсаргов всё большее влияние получала политическая партия Латышский крестьянский союз (Latviešu zemnieku savienība) — её члены активно и успешно занимали всё больше руководящих постов в организации. В результате организация политизировалась — при поддержке айзсаргов 15 мая 1934 года в Латвии был совершён вооруженный переворот и установлен авторитарный режим Карлиса Улманиса. Политически неблагонадёжные командиры и рядовые айзсарги были уволены, сама организация стала политической и позиционировала себя как оплот режима. Большое внимание было уделено патриотически-политической работе. В 1936 году высшим руководителем организации был объявлен президент государства Карлис Улманис, а с 1937 года айзсарги попали под прямое подчинение министра общественных дел (военным командиром с 1930 года остался полковник Карлис Праулс (латыш. Kārlis Prauls). По правам во время исполнения обязанностей айзсарги были приравнены к полиции. Деятельность айзсаргов в этот период была также направлена на борьбу с политической оппозицией и выражалась в содействии полиции при проведении обысков и арестов тех, кто был заподозрен в «антигосударственной» деятельности.
После ввода советских войск в Латвию организация айзсаргов была распущена 20 июля 1940 года. Советская власть определила организацию айзсаргов как антикоммунистическую и фашистскую. Это определение во многом соответствовало представлениям членов самой организации и закономерно послужило основанием для включения в список неблагонадёжных лиц почти всех командиров и многих активных членов организации. После уточнения списков лиц, которые могут представлять угрозу при военном конфликте с нацистской Германией, ряд руководителей айзсаргов были высланы в тыловые районы СССР вместе с членами семьи в ходе депортации 14 июня 1941 года.
Современные латышские историки утверждают, что спасшиеся от ареста айзсарги с началом Великой Отечественной войны, в 1941 году, желая отомстить за депортированных родственников, нападали на приверженцев советской власти, советских активистов, госслужащих, отступающие части РККА.
Айзсарги захватывали и передавали немцам отступающих из Латвии советских активистов и военнослужащих, нападали на советские части в ходе боев за Ригу и Лиепаю. Бои с айзсаргами в июне — июле 1941 года вели в том числе граждане Латвии — несколько тысяч членов восстановленной в июне 1941 года Рабочей гвардии. Российский доктор исторических наук Юлия Кантор указывает, что всего летом 1941 года в Латвии действовали 129 антисоветских партизанских групп. Советский доктор исторических наук В. И. Савченко в 1980-е годы невысоко оценивал военное значение выступлений айзсаргов летом 1941 года:

Следует отметить, что ни в одном уезде, ни в одном городе немецким пособникам не удалось свергнуть местные власти до принятия партийными и советскими органами решения оставить уезд или город.
После присоединения Латвии к СССР многие бывшие айзсарги вошли в состав подпольных организаций, а во время оккупации многие стали пособниками немецких оккупационных властей (в частности, составили костяк латвийской вспомогательной полиции) и принимали активное участие в геноциде евреев на территории Латвии. В частности, капитан Рижского полка Болеслав Майковскис, отпущенный на свободу после проверки в НКВД, в июле 1941 года возглавил второй участок Резекненской вспомогательной полиции и затем стал непосредственным организатором Аудриньской трагедии.
Власти США после окончания войны отказывали бывшим айзсаргам в разрешении на въезд: по разделу 13 статьи 774 Публичного права организация айзсаргов была включена в список нежелательных в США. В 1952 году этот запрет был снят.

## Современность

### Организация латвийских айзсаргов
Организация с похожим названием «Организация латвийских айзсаргов» (латыш. Latvijas Aizsargu organizācija) была создана 19 мая 1990 года, сразу после того, как Латвия провозгласила независимость. Новым основателем и лидером движения стал Янис Риба (в ноябре 1997 года был убит). Первоначально айзсаргов предполагалось включить в состав структуры министерства внутренних дел Латвии, но де-факто для этой цели было организовано народное ополчение Земессардзе. В XXI веке об айзсаргах в Латвии почти не слышно. Организация распалась на три конкурирующие группы, каждая из которых считает себя преемницей исторических айзсаргов.

### Яунсардзе
Яунсардзе (латыш. Jaunsardze — молодые защитники) — молодёжная организация, созданная при латвийском ополчении Земессардзе в 1992 году. Она стала самой многочисленной в Латвии, объединяя более 8000 юношей и девушек в возрасте от 10 до 21 года.
В конце 2003 года был создан центр Яунсардзе как подразделение Минобороны, сотрудничающее с учебными заведениями страны, с одной стороны, и с подразделениями Национальных вооружённых сил, с другой. Ему было поручено гражданское воспитание и организация содержательного досуга для молодёжи.
15 декабря 2009 года были приняты правила Кабинета министров № 1419 «Положение о яунсардзе и информационном центре» — учреждении, созданном под прямым руководством министра обороны. Согласно этому документу, яунсардзе (молодые защитники) — форма объединения молодёжи по интересам, цель которой — обучать её в сфере обороны, воспитывать патриотизм, гражданское сознание, товарищество, бесстрашие, физическую силу и дисциплину, а также заинтересовывать молодых людей службой в армии, расширяя таким образом базу отбора мотивированного персонала для вооружённых сил.